# Saint-Étienne-sur-Usson
Saint-Étienne-sur-Usson là một xã ở tỉnh Puy-de-Dôme trong vùng Auvergne-Rhône-Alpes miền trung nước Pháp.